# Heteronychia surda
Heteronychia surda är en tvåvingeart som först beskrevs av Charles Howard Curran 1934.  Heteronychia surda ingår i släktet Heteronychia och familjen köttflugor. Inga underarter finns listade i Catalogue of Life.